# Kostel svaté Anny (Andělská Hora)
Kostel svaté Anny v Andělské Hoře na Anenském vrchu (na Annabergu) se nachází v okrese Bruntál. Patří k Římskokatolické farnosti Andělská Hora, Děkanát Bruntál Diecéze ostravsko-opavská. Kostel byl zapsán do státního seznamu před rokem 1988.

## Historie
Písemné dokumenty pokládají vznik kaple sv. Anny na období let 1694–1696. Se zvyšujícím se zájmem věřících už v roce 1742 svou kapacitou kaple nestačila všechny pojmout. V roce 1767 byla zahájena výstavba nového kostela, který byl dokončen v roce 1769. Slavnostní svěcení bylo provedeno 26. července 1770 farářem Augustinem Becherem, zemským děkanem pro Bruntál a Sovinec. V roce 1777 byl kostel rozšířen a přistavěna věž. V roce 1784 byl kostel určen k zrušení císařem Josefem II. V roce 1786 byl kostel zakoupen obcí a v roce 1795 císař František II. povolil obnovení bohoslužeb. Další pohromou byla léta po druhé světové válce. Kostel chátral a byl ničen vandaly. V roce 1970 byly zakázány poutě ke kostelu sv. Anny. Tradice poutí byla obnovena v roce 2002.
V roce 2009/2010 proběhla oprava kostela - restaurovány obrazy, varhany a sochy.

## Architektura
Kostel sv. Anny je barokní jednolodní zděná stavba s půlkruhovým závěrem. Západní strana je zaoblená. Na jižní straně je přistavěna hranolová věž. Na severní straně je přízemní sakristie a přistavěná kaple. Věž je zakončená cibulovou střechou s lucernou krytá plechem. Střecha lodi je sedlová a krytá plechem, sakristie má střechu pultovou, krytou plechem.

## Interiér
Klenba lodi je valená s pasem a lunetami ve střední části. Kněžiště a západní strana jsou zaklenuté konchou s lunetami.
Součástí interiéru je obraz sv. Anny z roku 1770, který namaloval vídeňský dvorní malíř J. F. Greipl. Obraz věnoval kostelu starosta obce Anton Hayek. Obraz byl restaurován v roce 1796, v roce 1823 byl ošetřen a natřen fermeží, v roce 2003 byl restaurován obraz a v roce 2005 byl restaurován rám.
Další obrazy, olejomalby Vjezd do Jeruzaléma a Kristus v Krajině z 18. století od neznámých autorů, byly restaurovány v roce 2010.
Varhany z roku 1890 pocházejí z krnovské dílny Rieger-Kloss a byly opraveny v letech 2010–2011.

## Různé
- U kostela sv. Anny se nachází rozcestník žluté turistické značky a červené turistické značky.
- Ke kostelu byla v roce 2005 přivedena nová křížová cesta.
- Ke kostelu vede naučná stezka od autobusového stanoviště v délce 2,9 km zastávky.[8]
- Na jihovýchodním svahu Anenského vrchu byla vybudována sjezdová dráha.[9]